# Прентис (Мисисипи)
Прентис (енгл. Prentiss) град је у америчкој савезној држави Мисисипи.

## Демографија
По попису из 2010. године број становника је 1.081, што је 77 (-6,6%) становника мање него 2000. године.
| Група             | 2000.       | 2010.       |
| Белци             | 912 (78,8%) | 649 (60,0%) |
| Афроамериканци    | 222 (19,2%) | 403 (37,3%) |
| Азијати           | 1 (0,1%)    | 4 (0,4%)    |
| Хиспаноамериканци | 17 (1,5%)   | 7 (0,6%)    |
| Укупно            | 1.158       | 1.081       |